# 데이비드 브래드비
데이비드 브래드비(David Bradby, 1942년 2월 27일 ~ 2011년 1월 17일)는 프랑스 연극에 지대한 관심을 가지고 있는 영국의 연극학자다.

## 생애
옥스퍼드대학교를 졸업 후 프랑스 리옹에서 영어 강사로 일하던 중 로제 플랑숑의 극단에서 단역으로 연기를 시작한 것을 계기로 프랑스 연극에 입문했다. 그 후 그는 글래스고 대학에서 아다모프에 관한 연구로 박사 학위를 받고 프랑스 캉대학을 거쳐 2007년 런던대학에서 은퇴할 때까지 37년 동안 교육과 집필 활동에 열정적으로 매진해 왔다. 베케트, 아다모프 등 부조리극에 대한 연구에서 출발해 브래드비는 1970년대 일상극의 작가인 미셸 비나베르와 1980년대의 베르나르-마리 콜테스 그리고 최근에는 에리크-에마뉘엘 슈미트에 이르기까지 최근 반세기 동안의 프랑스 연극의 주요 극작가들의 작품들을 집중 조명해 프랑스 학자들 못지않은 연구 성과물들을 발표하고 영미권에 그들의 작품을 번역, 소개하는 일에 몰두했다. 또한 최근에는 포스트콜로니즘, 페미니즘, 동양 연극, 정치극 쪽에도 관심을 두고 왕성한 집필 활동을 이어갔다.
그의 극작가에 대한 연구서로는 ≪아다모프(Adamov)≫(1975), ≪사뮈엘 베케트, 고도를 기다리며(Samuel Beckett: Waiting for Godot)≫, ≪미셸 비나베르의 연극(The Theater of Michel Vinaver)≫(1993) 등이 있으며, 연출과 연출가에 대한 연구서로 ≪로제 플랑숑의 연극(The Theater of Roger Planchon)≫(1984), ≪프랑스 연극연출의 현재(Mise en scène French Theater Now)≫가 있고, 연극사 혹은 연극학 일반에 대한 저서로 ≪현대 프랑스 연극(Modern French Drama 1940∼1990)≫(1991) ≪동시대 연극(Le Théâ̂tre contemporain)≫(1990), ≪1968년부터 2000년까지의 프랑스 연극(Le théâtre en France de 1968 à 2000)≫, ≪대중연극에서의 정치 퍼포먼스(Performance of Politics in Popular Drama)≫(1982), ≪영국 무대에 대한 페미니즘적 관점: 여성 극작가들, 1990∼2000(Feminist Views on the English Stage: Women Playwrights, 1990∼2000)≫(2003), ≪중국연극과 공연에서의 배우(Chinese Theatre and the Actor in Performance)≫(2006), ≪정치극의 전략: 전후 영국 작가들(Strategies of Political Theatre: Post-War British Playwrights)≫(2006) 등이 있다.